# Gambero (araldica)
In araldica il gambero simboleggia spesso la proprietà di corsi d'acqua. Più spesso si trova in armi parlanti.

Stemma di Cento
Stemma di Gambara
Kreßberg, Germania
Filipów, Polonia
Eurajoki, Finlandia (stemma in uso dal 1950 al 2016)

## Posizione araldica ordinaria
Il gambero si rappresenta abitualmente di colore rosso e montante, cioè posto in palo con la testa in alto, visto dal dorso.